# Atletiek op de Olympische Zomerspelen 2008 – 4×100 meter mannen
Het 4×100 meter estafette voor mannen op de Olympische Spelen van 2008 in Peking vond plaats op 21 augustus (series) en 22 augustus (finale) in het Nationale Stadion van Peking.

## Kwalificatie
Kwalificatie van de beste 16 teams ging op basis van het gemiddelde van de twee beste tijden die zijn gelopen in de kwalificatieperiode (1 januari 2007 tot 16 juli 2008). Er mogen 6 atleten worden ingeschreven, waaronder in elk geval de deelnemers aan de individuele 100 meter.

## Medailles
| Goud   | TRI | Keston Bledman Marc Burns Emmanuel Callender Richard Thompson Aaron Armstrong* |
| Zilver | JPN | Naoki Tsukahara Shingo Suetsugu Shinji Takahira Nobuharu Asahara               |
| Brons  | BRA | Vicente de Lima Sandro Viana Bruno de Barros Jose Carlos Moreira               |

* Deze atleet nam alleen deel in de kwalificatieronde.

## Programma
| Ronde  | Datum                 | Tijd (lokaal) | Tijd (NL) |
| ------ | --------------------- | ------------- | --------- |
| Series | donderdag 21 augustus | 20:20         | 14:20     |
| Finale | vrijdag 22 augustus   | 22:10         | 16:10     |

## Records
Vóór de Olympische Spelen van 2008 in Peking waren het wereldrecord en olympisch record als volgt.
| Wereldrecord     | 37,40 | USA | Michael Marsh Leroy Burrell Dennis Mitchell Carl Lewis | Barcelona | 8 augustus 1992  |
| Wereldrecord     | 37,40 | USA | Jon Drummond Andre Cason Dennis Mitchell Leroy Burrell | Stuttgart | 21 augustus 1993 |
| Olympisch record | 37,40 | USA | Michael Marsh Leroy Burrell Dennis Mitchell Carl Lewis | Barcelona | 8 augustus 1992  |

## Kwalificatieoverzicht
| Rang     | NOC | 2 wedstrijden | 2 wedstrijden | 1     | 2     |
| Rang     | NOC | Total         | Average       | 1     | 2     |
| -------- | --- | ------------- | ------------- | ----- | ----- |
| 1        | USA | 75,88         | 37,94         | 37,78 | 38,10 |
| 2        | JAM | 75,91         | 37,96         | 37,89 | 38,02 |
| 3        | GBR | 76,20         | 38,10         | 37,90 | 38,30 |
| 4        | JPN | 76,24         | 38,12         | 38,03 | 38,21 |
| 5        | BRA | 76,26         | 38,13         | 37,99 | 38,27 |
| 6        | GER | 77,12         | 38,56         | 38,56 | 38,56 |
| 7        | FRA | 77,18         | 38,59         | 38,40 | 38,78 |
| 8        | POL | 77,23         | 38,62         | 38,61 | 38,62 |
| 9        | NGR | 77,34         | 38,67         | 38,43 | 38,91 |
| 10       | CAN | 77,53         | 38,77         | 38,72 | 38,81 |
| 11       | ITA | 77,56         | 38,78         | 38,54 | 39,02 |
| 12       | TRI | 77,56         | 38,78         | 38,54 | 39,02 |
| 13       | RSA | 77,80         | 38,90         | 38,75 | 39,05 |
|          | AUS | 77,82         | 38,91         | 38,73 | 39,09 |
| 14       | CHN | 77,85         | 38,93         | 38,81 | 39,04 |
| 15       | THA | 77,89         | 38,95         | 38,94 | 38,95 |
| 16       | NED | 77,95         | 38,98         | 38,92 | 39,03 |
| Reserves |     |               |               |       |       |
| 17       | SUI | 78,01         | 39,01         | 38,99 | 39,02 |
| 18       | GHA | 78,08         | 39,04         | 38,91 | 39,17 |
| 19       | RUS | 78,45         | 39,23         | 39,08 | 39,37 |

## Uitslagen
De volgende afkortingen worden gebruikt:
- Q Gekwalificeerd op basis positie
- q Gekwalificeerd op basis van tijd
- DNF Niet aangekomen
- DSQ Gediskwalificeerd
- WR Wereldrecord
- SB Beste seizoensprestatie

### Series
De drie snelste teams van elke serie (Q) aangevuld met de twee volgende snelste (q) plaatsen zich voor de finale.
| Heat | Baan | Land | Atleten                                                                            | Resultaat | Extra  |
| ---- | ---- | ---- | ---------------------------------------------------------------------------------- | --------- | ------ |
| 1    | 8    | TRI  | Keston Bledman Marc Burns Aaron Armstrong Richard Thompson                         | 38,26     | Q      |
| 2    | 6    | JAM  | Dwight Thomas Michael Frater Nesta Carter Asafa Powell                             | 38,31     | Q (SB) |
| 1    | 4    | JPN  | Naoki Tsukahara Shingo Suetsugu Shinji Takahira Nobuharu Asahara                   | 38,52     | Q (SB) |
| 2    | 2    | CAN  | Hank Palmer Anson Henry Jared Connaughton Pierre Browne                            | 38,77     | Q      |
| 1    | 3    | NED  | Maarten Heisen Guus Hoogmoed Patrick van Luijk Caimin Douglas                      | 38,87     | Q (SB) |
| 2    | 3    | GER  | Tobias Unger Till Helmke Alexander Kosenkow Martin Keller                          | 38,93     | Q      |
| 1    | 2    | BRA  | Jose Carlos Moreira Bruno de Barros Vicente de Lima Sandro Viana                   | 39,01     | q      |
| 2    | 9    | CHN  | Wen Yongyi Zhang Peimeng Lu Bin Hu Kai                                             | 39,13     | q      |
| 2    | 7    | THA  | Apinan Sukaphai Siriroj Darasuriyong Sompote Suqannarangsri Sittichai Suwonprateep | 39,40     |        |
| 2    | 4    | FRA  | Yannick Lesourd Martial Mbandjock Manuel Reynaert Samuel Coco-Viloin               | 39,53     |        |
| 2    | 5    | GBR  | Simeon Williamson Tyrone Edgar Marlon Devonish Craig Pickering                     | DQ        |        |
| 2    | 8    | ITA  | Fabio Cerutti Simone Collio Emanuele Di Gregorio Jacques Riparelli                 | DQ        |        |
| 1    | 6    | NGR  | Onyeabor Ngwogu Obinna Metu Chinedu Oriala Uchenna Emedolu                         | DNF       |        |
| 1    | 9    | POL  | Marcin Andrzej Nowak Lukasz Chyla Marcin Jedrusinski Dariusz Kuc                   | DNF       |        |
| 1    | 5    | RSA  | Hannes Dreyer Leigh Julius Ishmael Kumbane Thuso Mpuang                            | DNF       |        |
| 1    | 7    | USA  | Rodney Martin Travis Padgett Darvis Patton Tyson Gay                               | DNF       |        |

## Finale
| Rang   | Baan | Land | Atleten                                                          | Resultaat | Extra |
| ------ | ---- | ---- | ---------------------------------------------------------------- | --------- | ----- |
| Goud   | 4    | TRI  | Keston Bledman Marc Burns Emmanuel Callender Richard Thompson    | 38,06     |       |
| Zilver | 7    | JPN  | Naoki Tsukahara Shingo Suetsugu Shinji Takahira Nobuharu Asahara | 38,15     | (SB)  |
| Brons  | 3    | BRA  | Vicente de Lima Sandro Viana Bruno de Barros Jose Carlos Moreira | 38,24     | (SB)  |
| 4      | 9    | GER  | Tobias Unger Till Helmke Alexander Kosenkow Martin Keller        | 38,58     |       |
| 5      | 6    | CAN  | Hank Palmer Anson Henry Jared Connaughton Pierre Browne          | 38,66     | (SB)  |
| 6      | 8    | NED  | Maarten Heisen Guus Hoogmoed Patrick van Luijk Caimin Douglas    | 45,81     |       |
| DSQ    | 5    | JAM  | Nesta Carter Michael Frater Usain Bolt Asafa Powell              | DSQ       | DSQ   |
|        | 2    | CHN  | Wen Yongyi Zhang Peimeng Lu Bin Hu Kai                           | DSQ       |       |